# Diógenes da Cunha Lima

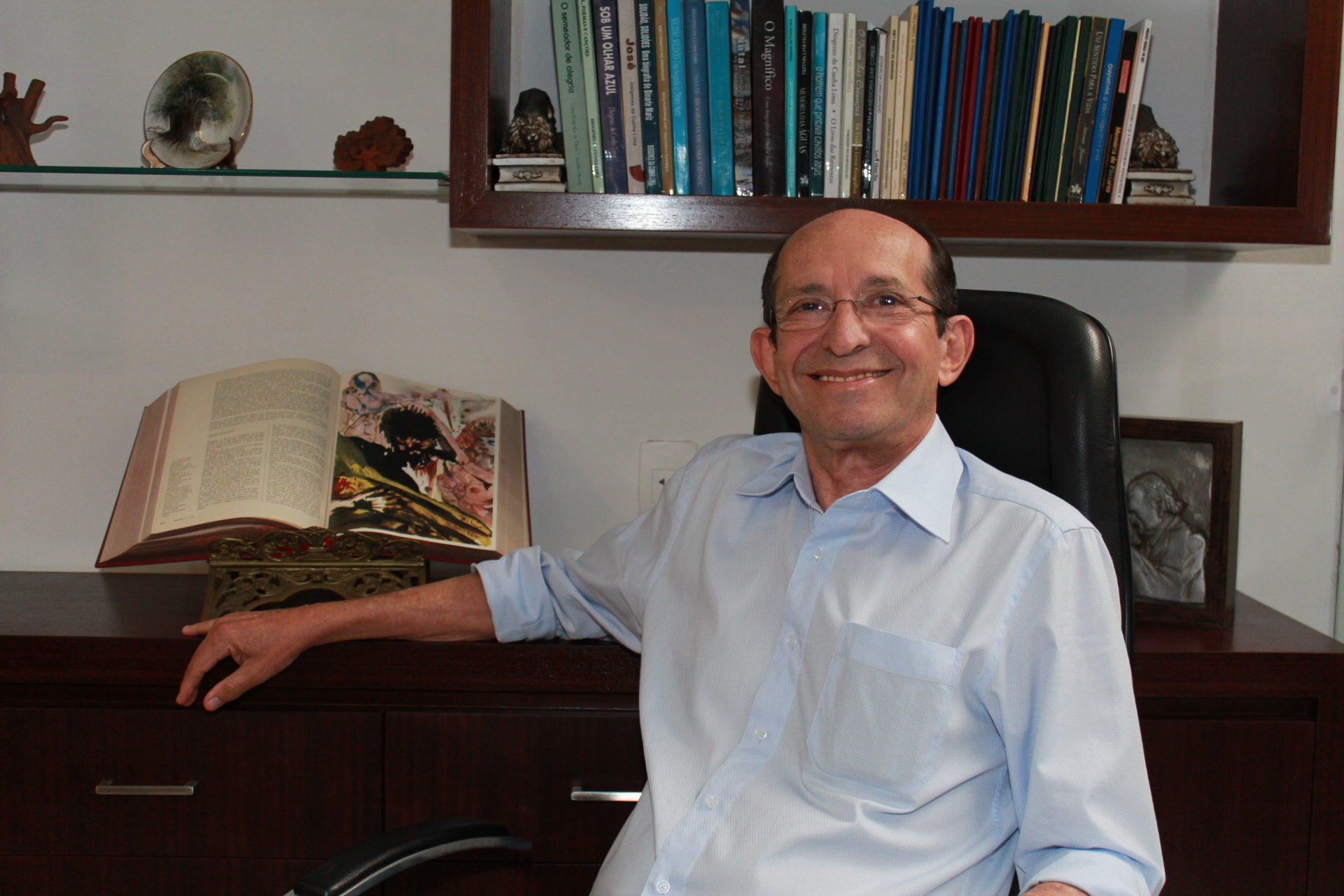
Diogenes da Cunha Lima

Diogenes da Cunha Lima (Nova Cruz, Rio Grande do Norte, 26 de julho de 1937) é  advogado, professor de Direito Comercial, poeta e biógrafo. Foi reitor da Universidade Federal do Rio Grande do Norte e presidiu o Conselho de Reitores das Universidades Brasileiras. Atuou ainda como vice-presidente da Organização Universitária Interamericana – OUI, com sede em Quebec (Canadá), e como o relator geral da II Conferência das Universidades das Américas (Buenos Aires). Capacitou-se em recursos humanos para o desenvolvimento do Brasil na Universidade de Loyola (Louisiana, EUA). Participou de simpósios e proferiu conferências na Universidade de Austin (Texas, EUA), na Comissão Econômica para a América Latina (Santiago, Chile), na Fundação Alemã para o Desenvolvimento Internacional (Berlim).
Exerceu inúmeras funções públicas no Rio Grande do Norte, entre as quais de Procurador da Prefeitura Municipal do Natal, Presidente da Fundação José Augusto, Secretário de Estado de Educação e Cultura e Presidente do Conselho Estadual de Cultura.
Presidente da Academia Norte-rio-grandense de Letras, sendo eleito continuamente há vários anos, é escritor, poeta e ensaísta brasileiro, com permanente atuação na literatura, com 34 livros publicados. Atualmente foi nomeado Conselheiro Cultural do Instituto do Patrimônio Histórico e Artístico Nacional (Iphan), cargo este já ocupado por intelectuais como Afonso Arinos de Melo Franco e Manuel Bandeira.
Intelectual, conhecido pelo seu notório saber cultural e pelos ideais de preservação da natureza e do patrimônio histórico. Em sua trajetória inclui-se a compra de um terreno para salvar uma árvore, um centenário Baobá, (localizado na Rua São José no Bairro de Lagoa Seca, em Natal/RN), e a aquisição de um charmoso casarão na Rua Chile, no Bairro da Ribeira, onde residiu o poeta Ferreira Itajubá, ambos foram cuidados, preservados, sendo o último restaurado para finalidades culturais.
Biografado em “Um Sentido para a Vida – Uma Biografia de Diogenes da Cunha Lima” (2004), do escritor baiano Antonio Nahud. A estudiosa Águeda Zerôncio analisou sua poesia em "Uma Linguagem para o Imaginário" (1998). Em 2006, participou da antologia italiana “Dal Pan di Zucchero al Colosseo”, coordenada por Aniello Angelo Avella, ao lado de Cecília Meireles, Murilo Mendes e Haroldo de Campos, entre outros. Foi tema de tese de mestrado na UFRN e depois livro de Thiago Gonzaga em "A Arte Poética de Diogenes da Cunha Lima". Tem um blog, “Diogenes – Memória Cultural”, e um programa semanal na TV Futuro, “Baobá Cultural”.

## Atuação Profissional
Diogenes da Cunha Lima exerceu ou exerce as seguintes funções:
- Presidente da Fundação José Augusto;[2]
- Secretário de Estado da Educação e Cultura;
- Consultor Geral do Estado;
- Presidente do Conselho Estadual de Cultura;[2]
- Procurador da Prefeitura de Natal;
- Professor de Direito Comercial na Faculdade de Direito da Universidade Federal do Rio Grande do Norte;[2]
- Reitor da UFRN;
- Vice-Presidente da Organização Universitária Interamericana - OUI (Quebec-Canadá);
- Presidente do Conselho de Reitores das Universidades Brasileiras;
- Conselheiro Cultural do Instituto do Patrimônio Histórico e Artístico Nacional (Iphan).

## Atuação Literária
- Membro da Academia Norte-Riograndense de Letras e atual presidente[3].

## Livros Publicados
- Luz Quatro Vezes Sol (1968);
- Instrumento Dúctil (1975);
- Câmara Cascudo, Um Brasileiro Feliz (1978);
- Corpo Breve (1980);
- O Homem que Pintava Cavalos Azuis (1982);
- Tendresse - Poèmes d´un Amour Tourmenté (1982);
- Natal - Poemas e Canções (1982);
- Djalma Marinho (1982);
- Poemas Versus Prelúdios (1983);
- Os Pássaros da Memória (1994);
- Livro das Respostas (1996);
- Memória das Cores (1999);
- Natal - Biografia de uma Cidade (1999);
- Solidão, Solidões - Uma Biografia de Dinarte Mariz (2002);
- O Trem da Minha Vida (2004);
- Memória das Águas (2005)
- A Avó e o Disco Voador (2005);
- Sob um Olhar Azul (2006);
- Colecionador de Perguntas e o Poeta (2007);
- O Semeador de Alegria - Uma Biografia de Dom Nivaldo Monte (2007);
- O Trem das Crianças (2007);
- José (2008);
- O Magnífico (2009);
- Cascudinho - O Menino Feliz (2012);
- O Livro das Revelações (2013);
- Em Louvor da Mulher (2013);
- Flores que Encantam o Brasil (2013);
- Ronaldo Cunha Lima - Um Nordestino de Todo Canto (2014);
- Câmara Cascudo com Vivência (2015);
- Vigência da Lei de Deus (2016);
- Alfabeto Ecológico (2018);
- Natal de Zé Zus (2019);
- Moça com Brinco de Pérola (2020);
- O Circo Chegou (2020).